# Coqên

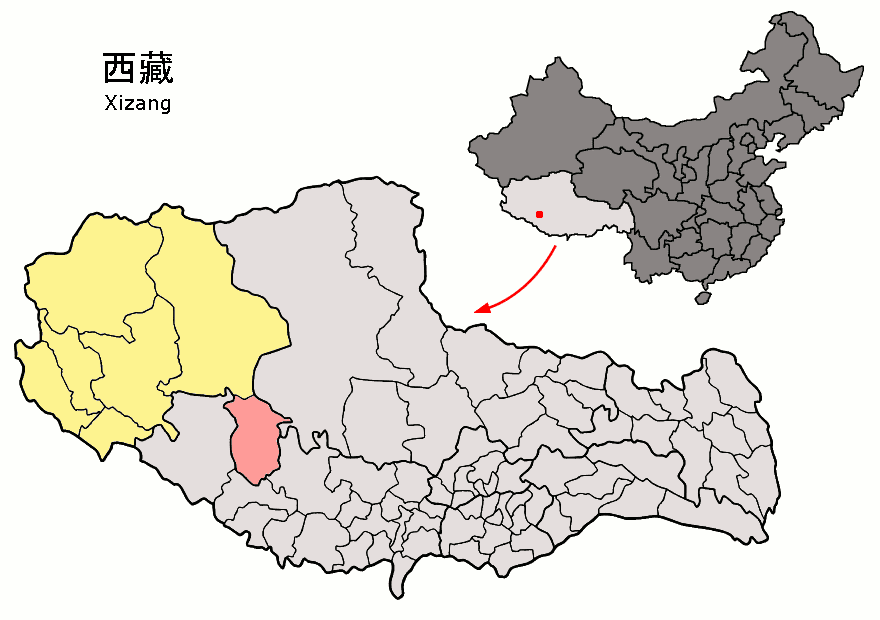
Lage des Kreises Coqên (rosa) im Regierungsbezirk Ngari (gelb)

Coqên (tibetisch མཚོ་ཆེན་རྫོང་, Umschrift nach Wylie: mtsho chen rdzong, auch Tshochen Dzong; chinesisch 措勤县, Pinyin Cuòqín Xiàn) ist ein Kreis im Autonomen Gebiet Tibet der Volksrepublik China. Er gehört zum Verwaltungsgebiet des Regierungsbezirks Ngari. 
Die Fläche beträgt 22.879 Quadratkilometer und die Einwohnerzahl 17.027 (Stand: Zensus 2020). 1999 zählte Coqên 11.495 Einwohner.
Das Klima in Coqên ist insbesondere im Winter sehr kalt, im Sommer steigen die Temperaturen im Schatten kaum über den Gefrierpunkt. In der Sonne jedoch können die Temperaturen bis auf über 20 °C ansteigen. Durchschnittlich gesehen ist der Januar der kälteste Monat, die Temperatur liegt bei etwa −25 °C, kann aber auf bis zu −45 °C in der Nacht fallen. Der wärmste Monat ist Juli mit ungefähr 5 °C im Durchschnitt. Jährlich gesehen liegt in Coqên die Durchschnittstemperatur bei etwa −5 °C.

## Administrative Gliederung
Auf Gemeindeebene setzt sich der Kreis aus einer Großgemeinden und vier Gemeinden zusammen. Diese sind (Pinyin/chin.):
- Großgemeinde Cuoqin 措勤镇

- Gemeinde Quluo 曲洛乡
- Gemeinde Jiangrang 江让乡
- Gemeinde Daxiong 达雄乡
- Gemeinde Cishi 磁石乡